# Corey Elkins
Corey Elkins (* 23. Februar 1985 in West Bloomfield, Michigan) ist ein US-amerikanischer Eishockeyspieler, der zuletzt bei den Grizzlys Wolfsburg in der Deutschen Eishockey Liga unter Vertrag stand. Elkins Schwager Alex Foster ist ebenfalls Eishockeyspieler, sein Schwiegervater Dwight Foster absolvierte 576 Spiele in der National Hockey League.

## Karriere
Nach vier Saisons bei der Universitätsmannschaft der Ohio State University wechselte der Center in die American Hockey League, wo er bei den Manchester Monarchs, einem Farmteam der Los Angeles Kings, unterschrieb. Gleich in der ersten Saison bei den Monarchs wurden die Kings auf Elkins aufmerksam. Am 15. Dezember 2009 gab er sein Debüt in der NHL bei einem Auswärtsspiel bei den Edmonton Oilers. Zwei Tage darauf erzielte er bei der 1:2-Niederlage bei den Calgary Flames sein erstes NHL-Tor. Insgesamt absolvierte Elkins drei NHL-Partien.

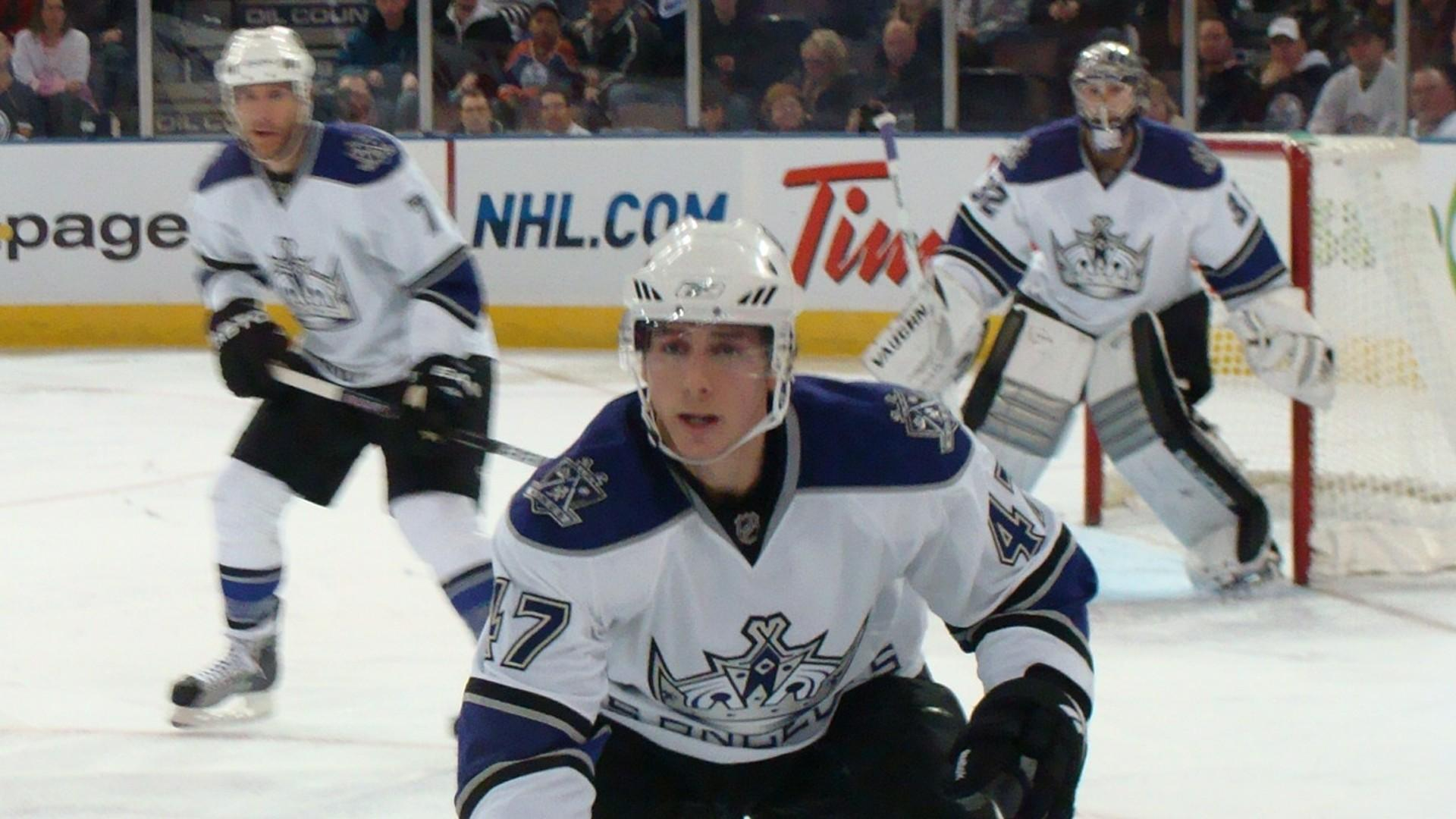
Corey Elkins im Trikot der LA Kings

Nach einer weiteren Saison bei den Manchester Monarchs wechselte der US-Amerikaner nach Europa zum tschechischen Extraligisten HC Pardubice. Am 9. Juli 2012 unterschrieb Elkins einen Zwei-Wege-Vertrag über ein Jahr bei den Anaheim Ducks. Dort kam er aber nur in den Farmteams Norfolk Admirals und Fort Wayne Komets zum Einsatz. Am 5. Januar 2013 wurde der Vertrag im beiderseitigen Einvernehmen aufgelöst. Für den Rest der Spielzeit spielte Elkins beim HIFK Helsinki. Dank seiner guten Leistungen, vor allem in den Play-offs, wurde sein Kontrakt im Sommer 2013 um ein weiteres Jahr verlängert.
Nach der Saison 2016/17 entschloss sich Elkins zu einer Rückkehr nach Nordamerika und wurde von den Grand Rapids Griffins für ein Jahr verpflichtet. Wiederum ein Jahr später kehrte er nach Europa zurück, als er einen Vertrag bei den Grizzlys Wolfsburg aus der Deutschen Eishockey Liga unterschrieb. Bereits in der Saisonvorbereitung verletzte sich Elkins jedoch, so dass es zu keinem Pflichtspieleinsatz für die Wolfsburger in der Saison 2018/19 kam.

## Spielweise
Die Stärken des US-Amerikaners liegen in seiner Statur, er spielt mit hoher Intensität. Außerdem ist er ein guter Powerplay-Spieler, der regelmäßig Tore erzielt. Auch im Unterzahlspiel ist er einsetzbar.

## Erfolge und Auszeichnungen
- 2012 Tschechischer Meister mit dem HC Pardubice

## Karrierestatistik
(Legende zur Spielerstatistik: Sp oder GP = absolvierte Spiele; T oder G = erzielte Tore; V oder A = erzielte Assists; Pkt oder Pts = erzielte Scorerpunkte; SM oder PIM = erhaltene Strafminuten; +/− = Plus/Minus-Bilanz; PP = erzielte Überzahltore; SH = erzielte Unterzahltore; GW = erzielte Siegtore; 1 Play-downs/Relegation; Kursiv: Statistik nicht vollständig)